# Gauze
Albums de Dir En Grey
Missa
(1997) Macabre
(2000)
Singles
1. Akuro no Oka
Sortie : 20 janvier 1999
2. -Zan-
Sortie : 20 janvier 1999
3. Yurameki
Sortie : 20 janvier 1999
4. Cage
Sortie : 26 mai 1999
5. Yokan
Sortie : 14 juillet 1999

Gauze (ガーゼ) (stylisé GAUZE) est le titre du premier album sous label major de Dir En Grey produit en partie par Yoshiki, batteur du groupe X Japan. Sorti le 28 juillet 1999, cet album réunit leurs singles précédents (Akuro no Oka, Yurameki, -ZAN-, Cage, Yokan). Son succès est immédiat et se place en 5e dans le classement Oricon. Il reste encore aujourd'hui, l'un des albums phare de la génération visual kei.

## Réception critique
L'album est inclus dans une liste des 44 meilleurs albums japonais dressée par le magazine Band Yarouze en 2004.
Il est également couvert dans l'ouvrage Visual Rock Perfect Disc Guide 500, paru en 2013 et produit par un collectif de dix auteurs avec l'intention de lister les 500 albums qui ont marqué l'histoire du genre.

## Liste des titres
Toutes les paroles sont écrites par Kyo.
| No  | Titre                                                | Musique         | Durée |
| --- | ---------------------------------------------------- | --------------- | ----- |
| 1.  | Gauze -Mode of Adam-                                 | Dir En Grey     | 2:07  |
| 2.  | Schwein no Isu (Schweinの椅子)                       | Die             | 3:31  |
| 3.  | Yurameki (ゆらめき)                                  | Shinya          | 5:05  |
| 4.  | Raison Detre                                         | Shinya, Toshiya | 4:48  |
| 5.  | 304 Goushitsu, Hakushi no Sakura (304号室、白死の桜) | Die             | 5:18  |
| 6.  | Cage                                                 | Kaoru           | 5:35  |
| 7.  | Tsumi to Batsu (蜜と唾)                              | Kaoru           | 5:08  |
| 8.  | Mazohyst of Decadence                                | Kaoru           | 9:22  |
| 9.  | Yokan (予感)                                         | Die             | 4:39  |
| 10. | Mask                                                 | Kaoru           | 4:25  |
| 11. | -Zan- (残-ZAN-)                                      | Kaoru           | 5:03  |
| 12. | Akuro no Oka (アクロの丘)                            | Kaoru           | 9:42  |
| 13. | Gauze -Mode of Eve-                                  | Dir En Grey     | 0:04  |